# ソーマプライア沖縄
ソーマプライア沖縄（SOL MAR PRAIA Okinawa）は、日本の社会人ビーチサッカーチーム。沖縄県を中心に活動している。

## 沿革
2004年設立。チーム名はポルトガル語で「太陽」や「海岸」などの意味を持っている。日本で唯一のプロによるビーチサッカーのクラブチームとして活動すると共に、海岸や自然の環境保護、清掃活動などを通して、ビーチサッカーを地球環境に最も適したスポーツとして定義することを目指す
チームは2005年から始まったFIFAビーチサッカーワールドカップのビーチサッカー日本代表に数多くの選手を輩出するとともに、自クラブも2010年、2012年にJFA 全日本ビーチサッカー大会に優勝するなど、日本のビーチサッカーをリードする存在として活躍している。
獲得した全国タイトルは、計7回（JFA 全日本ビーチサッカー大会2回・ビーチサッカーフェスティバル4回・BeachSoccer地域リーグチャンピオンシップ1回）である。
2018年4月にはFC琉球との包括協定締結、5月には齋藤巧、坪谷亮太とのプロ契約が発表された。